# Ca' Raffaello
Ca' Raffaello est une frazione de la commune de Badia Tedalda, dans la province d'Arezzo, qui constitue une enclave toscane dans la région de l'Émilie-Romagne.

## Histoire
La cause de cette particularité historique, qui caractérise aussi d'autres frazioni de la même commune, qui, avec Ca' Raffaello, forment une véritable « île toscane » sur la terre des Marches, se fonde sur un fait qui remonte à l'année 1607, lorsque le grand-duc Ferdinand Ier acheta ces terres aux Gonzague de Novellara. Depuis le 2009, la Valmarecchia a changé région et province, en passant de la région des Marches (Province de Pesaro et d'Urbino) à la région Émilie-Romagne (Province de Rimini), donc le hameau de Ca' Raffaello est devenu une exclave de la Toscane dans l'Émilie-Romagne. Il est aussi le point le plus proche de la Toscane à la mer Adriatique, parce qu'il y a 50 km pour arriver à la ville de Rimini.